# Dover Kosashvili
Dover Kosashvili (Oni, 8 dicembre 1966) è un regista e sceneggiatore georgiano naturalizzato israeliano.

## Biografia
Nato a Oni, Georgia, l'8 dicembre 1966, Kosashvili ha diretto cinque film. Il suo film, Matrimonio tardivo, è stato proiettato nella sezione Un Certain Regard al Festival di Cannes 2001.

## Filmografia
- Im Hukim (1998)
- Matrimonio tardivo (Hatuna Meuheret) (2001)
- Matana MiShamayim (2003)
- Infiltration (2009)
- The Duel (2010)
- Ravaka Plus (2012)
- Zug Yonim (2017)